# 1722 en France
Chronologie de la France
- 1718
- 1719
- 1720
- 1721
- 1722
- 1723
- 1724
- 1725
- 1726

Cette page concerne l’année 1722 du calendrier grégorien.

## Événements

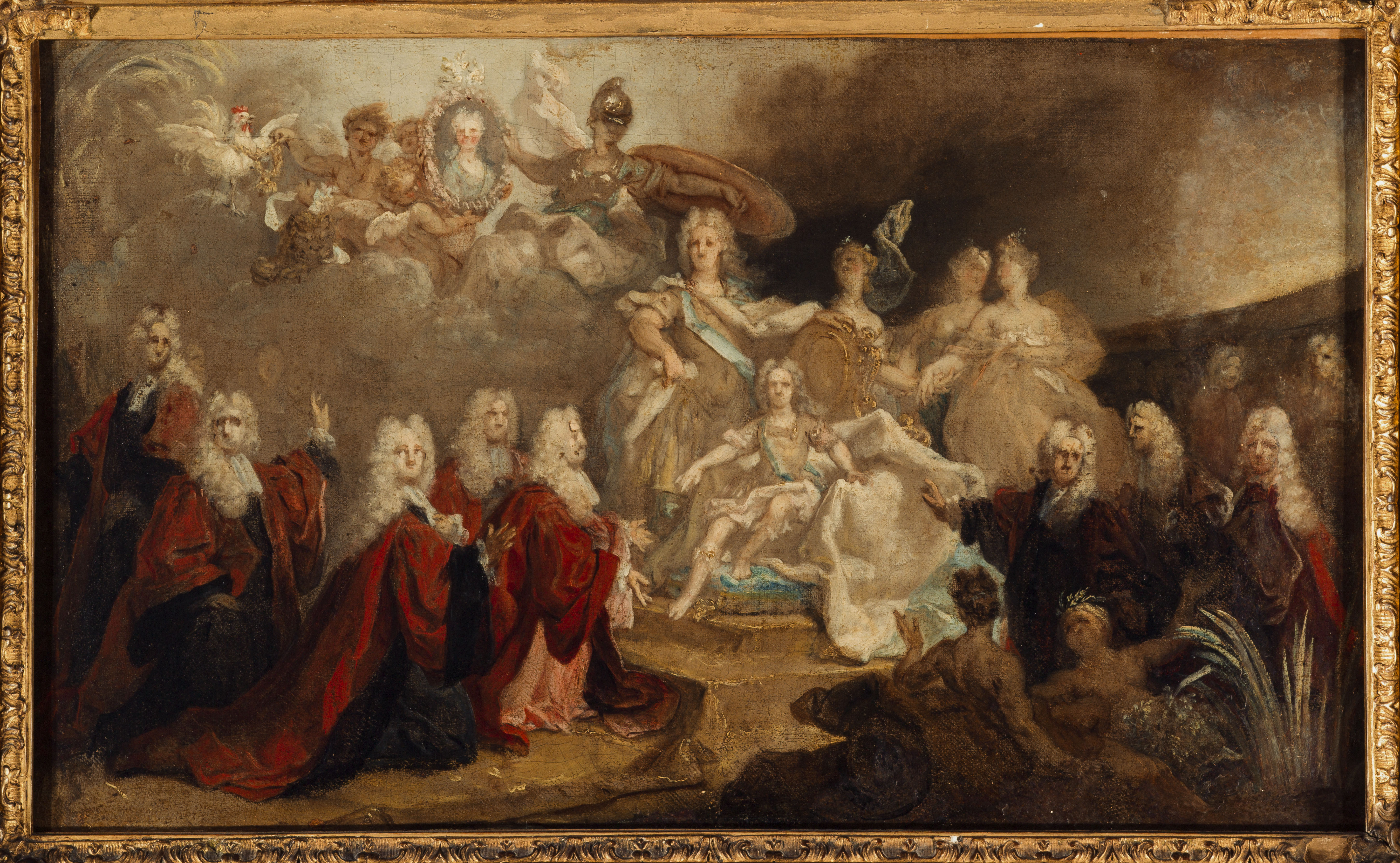
Allégorie des fiançailles de Louis XV avec l’infante d’Espagne. Nicolas de Largillière, 1722.

- 9 janvier : échange des princesses sur l’Île des Faisans ;  l’infante Marie-Anne-Victoire d'Espagne destinée à être mariée au roi Louis XV, et de la princesse d’Orléans, mademoiselle de Montpensier[1].
- 20 janvier : mademoiselle de Montpensier épouse le prince des Asturies à Lerma[1].

- 22 février : l’acquisition par Dubois d’un chapeau de cardinal lui donne protocolairement une des premières places au Conseil de Régence, ce que ne peuvent pas accepter les pairs et les maréchaux de France. Villars, d’Antin et Noailles quittent le Conseil de Régence[2].
- 28 février : seconde disgrâce de d’Aguesseau à la suite de l’épisode du refus de la préséance au cardinal Dubois au conseil de régence ; Fleuriau d’Armenonville devient Garde des sceaux[3].

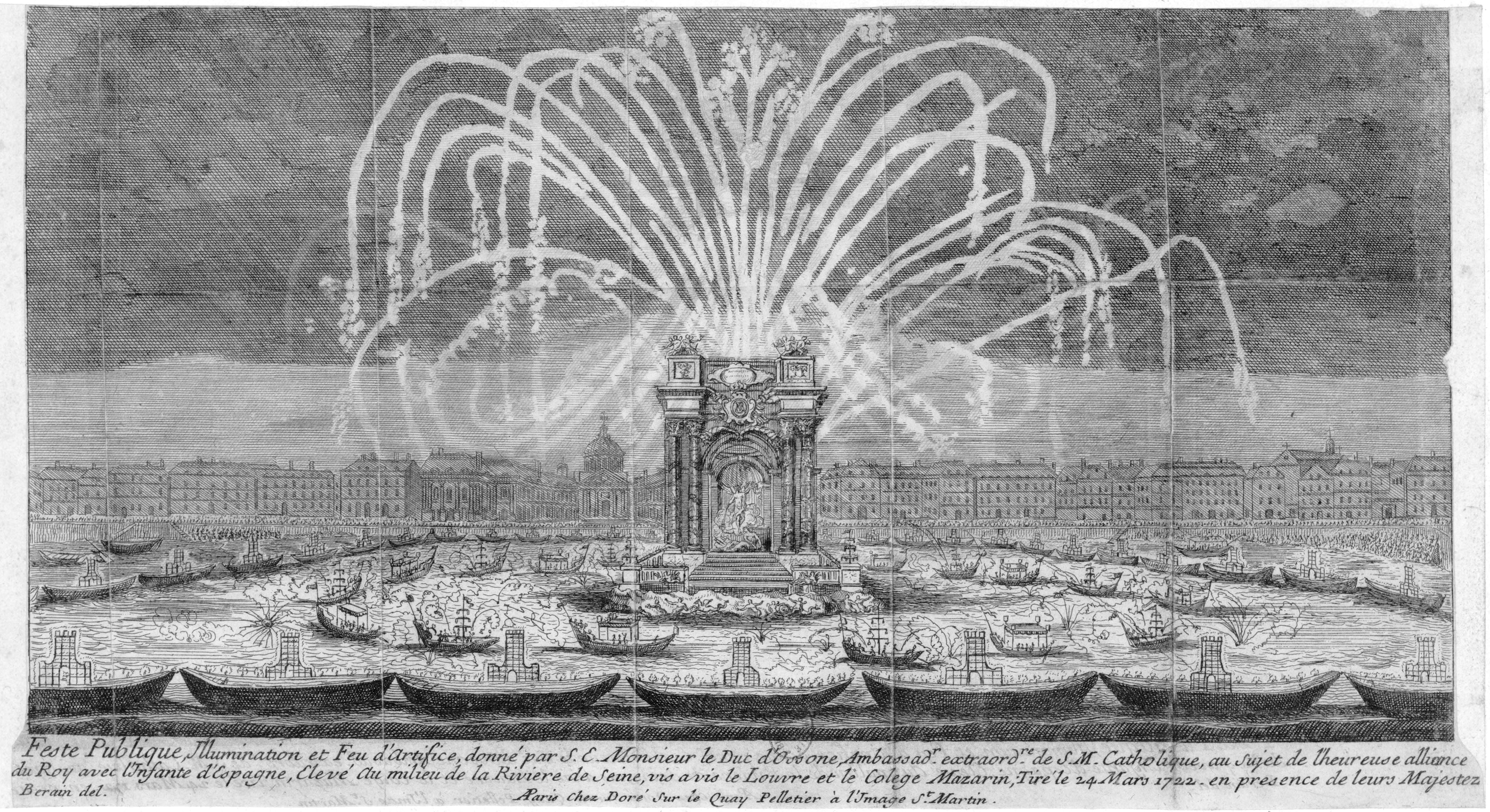
« Feste publique, illumination et feu d'artifice donné par S. E. Monsieur le duc d'Ossone, Ambassad.r extraord.re de S. M. Catholique, au sujet de l'heureuse alliance du Roy avec l'infante d'Espagne, élevé au milieu de la rivière de Seine, vis-à-vis le Louvre et le Colège Mazarin tiré le 24 mars 1722 en présence de leurs Majestez.

- 2 mars : entrée solennelle de l’infante d'Espagne à Paris[4].

- 21 avril : Charles Gaspard Dodun est nommé contrôleur général des finances[5].

- Mai-juillet : récurrence de la peste de Marseille[6].

- 15 juin : la cour quitte le Palais-Royal pour Versailles[3].

- 10 août : disgrâce du duc de Villeroy[3].
- 22 août : l’abbé Dubois devient principal ministre (fin en 1723)[2].
- Août : la vénalité des offices municipaux est rétablie[7].
- 29 septembre : nouveau tarif pour les droits de contrôle sur les actes des notaires et sous seing privés[8].

- 17 octobre : on brûle les archives du Visa dans une cage de fer installée dans la cour de l’hôtel de Nevers, à Paris[9].

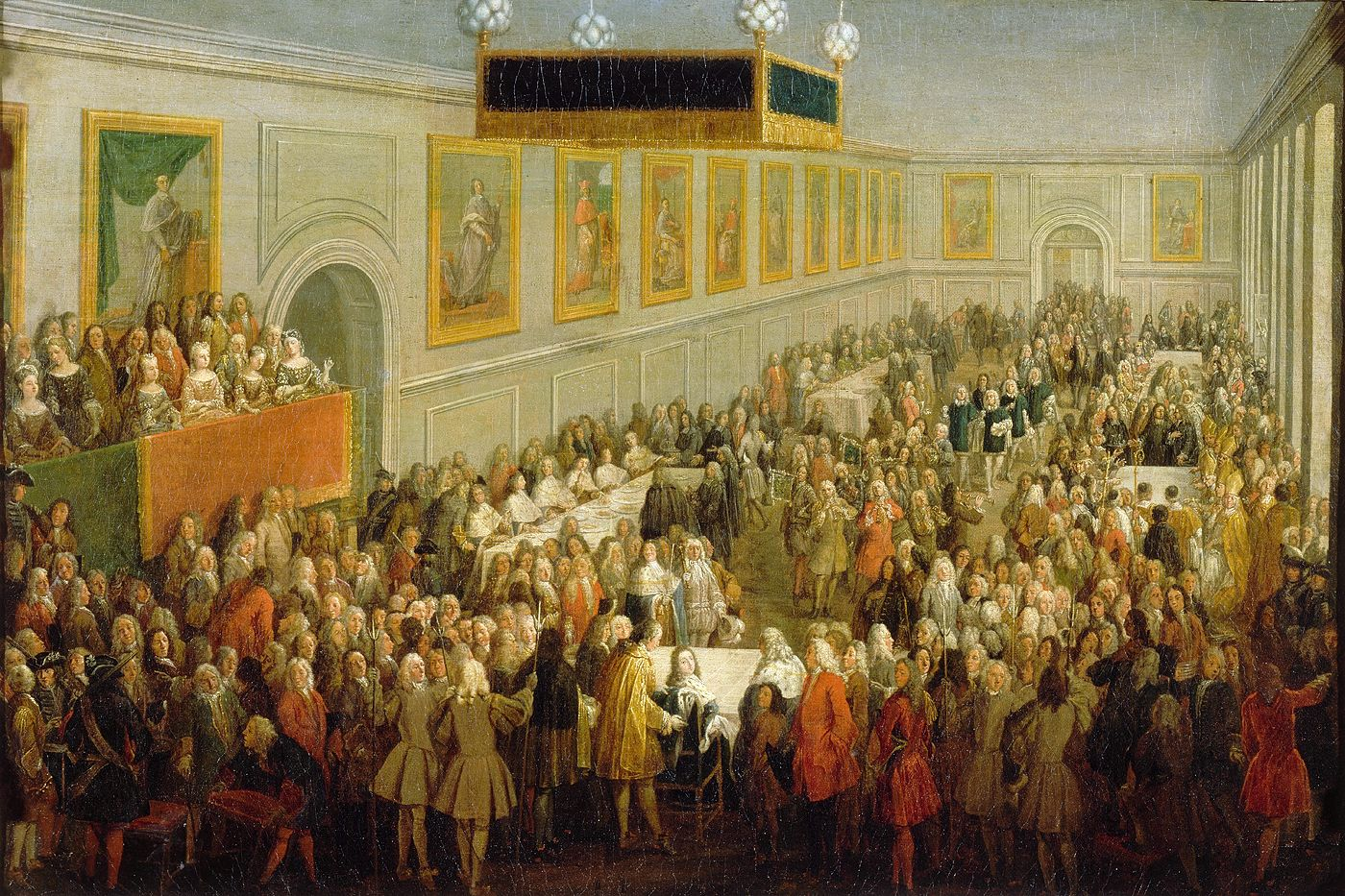
Le Banquet du Sacre de Louis XV a Reims, 25 Octobre 1722 se déroulant en la salle du banquet du palais du Tau. Pierre-Denis Martin

- 25 octobre : Louis XV est sacré roi de France à Reims[3].

- 3 décembre : l’abbé Dubois entre à l’académie française[2].